# WWE-pay-per-viewevenementen 2020
Dit is een kleine overzicht van WWE-pay-per-viewevenementen in 2020 die georganiseerd en geproduceerd werden door de Amerikaanse worstelorganisatie WWE.

## Evenementen
| Evenement                        | Datum                                              | Stad                                      | Locatie                                           |
| -------------------------------- | -------------------------------------------------- | ----------------------------------------- | ------------------------------------------------- |
| NXT UK TakeOver: Blackpool II    | 12 januari 2020                                    | Blackpool, Lancashire, Engeland           | Empress Ballroom                                  |
| Worlds Collide                   | 25 januari 2020                                    | Houston, Texas                            | Toyota Center                                     |
| Royal Rumble                     | 26 januari 2020                                    | Houston, Texas                            | Minute Maid Park                                  |
| NXT TakeOver: Portland           | 16 februari 2020                                   | Portland, Oregon                          | Moda Center                                       |
| Super ShowDown                   | 27 februari 2020                                   | Riyad, Saoedi-Arabië                      | Mohammed Abdu Arena                               |
| Elimination Chamber              | 8 maart 2020                                       | Philadelphia, Pennsylvania                | Wells Fargo Center                                |
| WrestleMania 36                  | 25 & 26 maart 2020 Uitgezonden op 4 & 5 april 2020 | Orlando, Florida                          | WWE Performance Center                            |
| Money in the Bank                | 10 mei 2020                                        | Orlando, Florida en Stamford, Connecticut | WWE Performance Center en WWE Global Headquarters |
| NXT TakeOver: In Your House      | 7 juni 2020                                        | Winter Park, Florida                      | Full Sail University                              |
| Backlash                         | 14 juni 2020                                       | Orlando, Florida                          | WWE Performance Center                            |
| The Horror Show at Extreme Rules | 19 juli 2020                                       | Orlando, Florida                          | WWE Performance Center                            |
| NXT TakeOver XXX                 | 22 augustus 2020                                   | Winter Park, Florida                      | Full Sail University                              |
| SummerSlam                       | 23 augustus 2020                                   | Orlando, Florida                          | Amway Center                                      |
| Payback                          | 30 augustus 2020                                   | Orlando, Florida                          | Amway Center                                      |
| Clash of Champions               | 27 september 2020                                  | Orlando, Florida                          | Amway Center                                      |
| NXT TakeOver 31                  | 4 oktober 2020                                     | Orlando, Florida                          | WWE Performance Center                            |
| Hell in a Cell                   | 25 oktober 2020                                    | Orlando, Florida                          | Amway Center                                      |
| Survivior Series                 | 22 november 2020                                   | Orlando, Florida                          | Amway Center                                      |
| NXT TakeOver: WarGames           | 6 december 2020                                    | Orlando, Florida                          | WWE Performance Center                            |
| TLC                              | 20 december 2020                                   | St. Petersburg, Florida                   | Tropicana Field                                   |